# Kommunalverwaltung (Namibia)
Die kommunale Verwaltung in Namibia (englisch Local Authorities) unterhalb der regionalen Verwaltung ist im „Local Authorities Act von 1992“, der das letzte Mal 2002 geändert wurde, festgeschrieben. Zuständig auf dieser Verwaltungsebene ist das namibische Ministerium für städtische und ländliche Entwicklung. Zu den Kommunalwahlen 2020 gab es 53 Kommunalverwaltungen in Namibia.

## Allgemeines
Da weite Teile der lokalen Verwaltungsstruktur in Namibia noch im Entstehen sind und sofern die formal neu zu definierenden Kommunen eine Reihe von Mindestvoraussetzungen erfüllen, wird die Lokalverwaltung entsprechend den verfassungsmäßigen Vorgaben ständig erweitert, ergänzt und angepasst. Diese Änderungen werden in der Government Gazette (Amtsblatt) bekanntgegeben. 
Die nachstehend genannten nötigen Aufgaben je nach Verwaltungsart beziehen sich auf verschiedenste Einrichtungen und infrastrukturelle Grundversorgungen, wie Strom, Wasser, Abwasser, Müllabfuhr, Transport, Straßen und Friedhöfe.
Es ist von großer Bedeutung ob eine Verwaltungseinheit sich finanziell selbständig versorgen kann (englisch „Municipality“), dies nur mit Hilfe der nationalen Regierung in Windhoek tun kann (englisch Town), oder gar nur mit Hilfe der lokalen, regionalen und nationalen Räte möglich ist (englisch Village).
Ziel der namibischen Regierung ist es, mindestens drei Städte pro Jahr zu ernennen. Zu den jüngsten Änderungen gehört Omuthiya als neue Stadt. In Zukunft sollen unter anderem Otjinene, Rosh Pinah, Bukalo und Divundu den Stadtstatus erhalten. In den 2010ern ernannte Siedlungen (Settlements), die in der Verwaltungsstruktur unterhalb der Dörfer angesiedelt sind, sind Ndiyona, Okangwati, Sesfontein, Okamatapati und Tsumkwe.

## Gemeinden
Gemeinden und Stadtgemeinden (englisch Municipality) bestehen aus mindestens einem „Approved Township“ (zugelassene Gemeinde auf Grundlage der Verwaltungsgesetzgebungen von 1963) und müssen die nötigen Aufgaben einer (Stadt)Gemeinde erfüllen können. Hierbei wird zwischen Part I und Part II unterschieden.

## Städte
Städte (englisch Town) bestehen aus mindestens einer zugelassenen Gemeinde oder Stadt und müssen die nötigen Aufgaben einer Stadt mit Hilfe der nationalen Regierung erfüllen können. Hierzu zählen unter anderem Katima Mulilo, Khorixas, Lüderitz, Okakarara, Ondangwa, Ongwediva, Opuwo, Oshakati, Rehoboth, Rundu mit jeweils sieben Ratsmitgliedern. Jüngste Stadt ist seit April 2015 Oniipa.

## Dörfer und Siedlungen
Dörfer (englisch Villages) werden ernannt, sofern eine Kleingemeinschaft (englisch Community) die Dienstleistungen laut Gesetz benötigt und die Voraussetzungen eines Dorfes mit Hilfe der lokalen, regionalen und nationale Regierung erfüllen kann. Mit Stand 2018 gab es 18 Dörfer in Namibia
Siedlungen (englisch Settlements) hingegen sind die kleinste kommunale Verwaltungseinheit. Mit Stand 2019 gibt es 44 Siedlungen in Namibia.
Alle anderen Ansiedlungen in Namibia haben den Status eines Wachstumspunkt (englisch growth point).

## Kommunalwahlen
- Kommunalwahlen in Namibia 1992
- Kommunalwahlen in Namibia 1998
- Kommunalwahlen in Namibia 2004
- Kommunalwahlen in Namibia 2010
- Kommunalwahlen in Namibia 2015
- Kommunalwahlen in Namibia 2020
- Kommunalwahlen in Namibia 2025